# フーシェ・ステーンハイス
フーシェ・ステーンハイス(もしくはステーンホイス)（Guusje Steenhuis 1992年10月27日 - ）はオランダ出身の柔道選手。階級は78kg級。なお、LGBTであることを公表している。

## 人物
2010年のヨーロッパジュニア78kg級で2位になると、2011年のヨーロッパジュニアでは優勝した。世界ジュニアでは3位となった。2013年にはU23ヨーロッパ選手権で3位だった。2015年にはグランドスラム・バクーの決勝で日本の緒方亜香里に逆転勝ちして優勝を果たした。ヨーロッパ競技大会では3位だったが、グランドスラム・チュメニでは決勝で日本の佐藤瑠香を指導2で破り、グランドスラム大会で2連勝を飾った。世界選手権では3回戦で日本の梅木真美に指導2で敗れた。グランドスラム・東京でも決勝まで進むが、アメリカのケイラ・ハリソンに敗れて2位だった。2016年のリオデジャネイロオリンピックには国内の同じ階級に世界選手権3位のマリンド・フェルケルクがいたために代表に選出されなかった。ワールドマスターズでは3位となった。2018年の世界選手権では決勝で濵田尚里に9分以上の戦いの末に反則負けを喫して2位だった。なお、2018年には2年続けて世界ランキングの年間1位となった。2021年の世界選手権では準決勝で世界チャンピオンであるフランスのマドレーヌ・マロンガに敗れるも、3位決定戦でフェルケルクを破って3位になった。日本武道館で開催された東京オリンピックでは7位だった。2023年の世界選手権では準決勝でフランスのオドレー・チュメオに技ありで敗れて3位だった。世界団体でも3位となった。2024年のパリオリンピックでは7位だった。
IJF世界ランキングは3372ポイント獲得で5位(25/7/20現在)。

## 主な戦績
- 2010年 - ヨーロッパジュニア　2位
- 2011年 - ベルギー国際　優勝
- 2011年 - ヨーロッパジュニア　優勝
- 2011年 - 世界ジュニア　3位
- 2012年 - ワールドカップ・ローマ　3位
- 2013年 - ヨーロッパオープン・ミンスク　2位
- 2013年 - U23ヨーロッパ選手権　3位
- 2014年 - ヨーロッパオープン・ワルシャワ　優勝
- 2014年 - ヨーロッパ選手権　5位
- 2014年 - グランドスラム・バクー　3位
- 2014年 - グランプリ・青島　2位
- 2015年 - グランプリ・デュッセルドルフ　5位
- 2015年 - グランドスラム・バクー　優勝
- 2015年 - ワールドマスターズ　5位
- 2015年 - ヨーロッパ競技大会　3位
- 2015年 - グランドスラム・チュメニ　優勝
- 2015年 - グランドスラム・アブダビ　3位
- 2015年 - グランドスラム・東京　2位
- 2016年 - グランプリ・デュッセルドルフ　3位
- 2016年 - グランプリ・トビリシ　2位
- 2016年 - ヨーロッパ選手権　2位
- 2016年 - グランドスラム・バクー　優勝
- 2016年 - ワールドマスターズ　3位
- 2016年 -  グランプリ・ザグレブ　2位
- 2016年 - グランドスラム・アブダビ　優勝
- 2017年 -　グランドスラム・パリ　3位
- 2017年 -　グランドスラム・バクー　優勝
- 2017年 - ヨーロッパ選手権　2位
- 2017年 - グランドスラム・アブダビ　3位
- 2017年 - グランプリ・ハーグ 優勝
- 2017年 -　グランドスラム・東京　2位
- 2018年 -　グランドスラム・パリ　2位
- 2018年 - グランプリ・ブダペスト　3位
- 2018年 -　世界選手権　2位
- 2018年 -　グランドスラム・アブダビ　優勝
- 2019年 - ヨーロッパ競技大会　2位
- 2019年 -　グランドスラム・アブダビ　3位
- 2021年 -　ワールドマスターズ　3位
- 2021年 -　ヨーロッパ選手権　2位
- 2021年 -　世界選手権　3位
- 2021年 -　東京オリンピック　7位
- 2021年 -　東京オリンピック混合団体　5位
- 2022年 -　ヨーロッパ選手権　2位
- 2022年 -　グランドスラム・バクー　3位
- 2022年 -　ワールドマスターズ　3位
- 2023年 -　グランドスラム・パリ　3位
- 2023年 -　世界選手権　3位
- 2023年 -　世界団体　3位
- 2023年 -　グランドスラム・東京　7位
- 2024年 -　グランドスラム・パリ　3位
- 2024年 -　グランドスラム・バクー　優勝
- 2024年 -　グランドスラム・トビリシ　2位
- 2024年 - パリオリンピック　7位

(出典、JudoInside.com) 